# Cristina Cuerno
Cristina Cuerno Rejado (* 20. Jahrhundert in Spanien) ist eine spanische Luftfahrtingenieurin und Hochschullehrerin. Sie ist Universitätsprofessorin in der Abteilung für Luft- und Raumfahrzeuge der Höheren Technischen Schule für Luft- und Raumfahrttechnik an der Polytechnischen Universität Madrid (UPM) und leitete als erste Frau die Escuela Técnica Superior de Ingeniería Aeronáutica y del Espacio (Universidad Politécnica de Madrid) (ETSIAE).

## Leben und Werk
Cuerno erhielt 1987 ihren Universitätsabschluss und promovierte 1992 als erste Frau in Spanien in Luftfahrttechnik an der Polytechnischen Universität Madrid mit der Dissertation Estudio Experimental de la Dinámica de Estructuras Coherentes en Chorros Axilsimétricos Reactantes y No Reactantes (Experimentelle Untersuchung der Dynamik kohärenter Strukturen in reagierenden und nicht reagierenden achssymmetrischen Jets).
2016 wurde sie  zur Universitätsprofessorin im Bereich Luft- und Raumfahrttechnik und in der Abteilung Luft- und Raumfahrzeuge der Polytechnischen Universität Madrid ernannt. Von 2020 bis 2024 war sie die erste Direktorin der Höheren Technischen Schule für Luft- und Raumfahrttechnik.
Sie war von 2012 bis 2014 stellvertretende Direktorin für Außenbeziehungen bei ETSI Aeronáuticos und von 2014 bis 2015 bei ETSIAE. Sie ist Direktorin des Aircraft Accident and Incident Investigation Course, seit 2010 Mitglied der Plenarsitzung der Civil Aviation Accident and Incident Investigation Commission (CIAIAC), seit 2010 Mitglied der RPAS-Beratungskommission der State Aviation Safety Agency und Direktorin des Airbus Group Company-Lehrstuhls für Luft- und Raumfahrtstudien an der UPM.
Sie ist seit 2010 Mitglied der Plenarsitzung der Civil Aviation Accident and Incident Investigation Commission (CIAIAC). Seit 2017 ist sie Mitglied der RPAS-Beratungskommission der State Aviation Safety Agency (AESA) und Mitglied des UNE CTN 28/SC 2 Unmanned Aerial Systems Committee.
Sie ist Mitglied folgender Berufsverbände: Offizielles College der Luftfahrtingenieure Spaniens, Verband der Luftfahrtingenieure Spaniens (AIAE), International Federation of Airworthiness (IFA), Sociedad Aeronáutica de España (SAE), Spanischer Verband der RPAS (AERPAS). Cuerno ist Gründungspartnerin und Mitglied des Vorstands des Vereins Ellas Vuela Alto.
Ihre Forschungsbereiche umfassen die Teilnahme an nationalen Planprojekten, Rahmenprojekten der Europäischen Union, Forschungsverträgen und Technologietransferverträgen, wobei letztere zur Erlangung von zwei Patenten führten. Im Rahmen der Entwicklung innovativer Flugzeugprojekte war sie an dem unbemannten Flugzeugprojekts SKIRON beteiligt, das ebenfalls in Zusammenarbeit mit einem Team von ETSI Industriales entwickelt wurde und 2019 bei der DXC 2020 – Drone X Challenge (UEA) vorgestellt wurde.
Sie veröffentlichte zu folgenden Themen: experimentelle Strömungsmechanik, Strukturdesign, Konzeptentwurf von Transportflugzeugen in konventioneller und nichtkonventioneller Konfiguration, Entwurf unbemannter Flugzeuge (RPAS), Lufttüchtigkeit und Zertifizierung von Flugzeugen, Untersuchung von Flugunfällen.

## Auszeichnungen und Ehrungen (Auswahl)
- 2019: Cruz al Mérito Aeronáutico
- 2023: Aerospace Award[7][8]

## Veröffentlichungen (Auswahl)
- Aeronavegabilidad y certificación de aeronaves (Aeronáutica). Ediciones Paraninfo, S.A, 2008, ISBN 978-8428331838.
- Descubrir la investigación de accidentes de aviación civil. AENA AEROPUERTOS, 2013, ISBN 978-8415616580.